# Lakki Marwat
Lakki Marwat é uma cidade do Paquistão localizada na Província de Caiber Paquetuncuá.